# Tycoon City: New York
Tycoon City: New York is een stedenbouwsimulatiespel uit 2006 voor Microsoft Windows 98, ME, 2000 en XP. In het spel krijgen spelers de taak om New York, grotendeels het stadsdeel Manhattan, te ontwikkelen. In het spel kunnen ook toeristische trekpleisters worden gebouwd zoals het Empire State Building, het Chrysler Building, het Vrijheidsbeeld en het hoofdkwartier van de Verenigde Naties.